# Meredith Brooks
Meredith Ann Brooks (født 12. juni 1958 i Oregon City, Oregon, USA), er en amerikansk singer-songwriter og guitarist. Hun er bedst kendt for hendes single "Bitch" fra 1997, der blev nomineret til en Grammy Award.

## Diskografi

### Albums
| År   | Album                  | US Billboard 200 |
| ---- | ---------------------- | ---------------- |
| 1997 | Blurring the Edges     | 22               |
| 1997 | See It Through My Eyes | —                |
| 1999 | Deconstruction         | —                |
| 2002 | Bad Bad One            | —                |
| 2004 | Shine                  | —                |
| 2007 | If I Could Be...       | —                |

### Singler
| År   | Titel                            | Bedste hitlisteplacering | Bedste hitlisteplacering | Bedste hitlisteplacering | Bedste hitlisteplacering | Bedste hitlisteplacering | Bedste hitlisteplacering | Bedste hitlisteplacering | Bedste hitlisteplacering | Bedste hitlisteplacering | Album              |
| År   | Titel                            | USA                      | USA                      | USA                      | USA                      | UK                       | IRE                      | NED                      | AUS                      | NZ                       | Album              |
| År   | Titel                            | Hot 100                  | Main Top 40              | Adult Top 40             | Modern Rock              | UK                       | IRE                      | NED                      | AUS                      | NZ                       | Album              |
| ---- | -------------------------------- | ------------------------ | ------------------------ | ------------------------ | ------------------------ | ------------------------ | ------------------------ | ------------------------ | ------------------------ | ------------------------ | ------------------ |
| 1997 | "Bitch"                          | 2                        | 1                        | 14                       | 4                        | 6                        | 12                       | 15                       | 2                        | 4                        | Blurring the Edges |
| 1997 | "I Need"                         | —                        | —                        | —                        | —                        | 28                       | —                        | 77                       | —                        | —                        | Blurring the Edges |
| 1998 | "What Would Happen"              | 46                       | 15                       | 21                       | —                        | 49                       | —                        | —                        | —                        | —                        | Blurring the Edges |
| 1998 | "Stop"                           | —                        | 40                       | —                        | —                        | —                        | —                        | —                        | —                        | —                        | Blurring the Edges |
| 1999 | "Lay Down (Candles in the Rain)" | —                        | —                        | —                        | —                        | —                        | —                        | 81                       | —                        | —                        | Deconstruction     |
| 1999 | "Shout"                          | —                        | —                        | —                        | —                        | —                        | —                        | —                        | —                        | —                        | Deconstruction     |
| 2004 | "Shine"                          | —                        | —                        | 35                       | —                        | —                        | —                        | —                        | —                        | —                        | Bad Bad One        |
| 2004 | "You Don't Know Me"              | —                        | —                        | —                        | —                        | —                        | —                        | —                        | —                        | —                        | Bad Bad One        |
| 2004 | "Where Lovers Meet"              | —                        | —                        | —                        | —                        | —                        | —                        | —                        | —                        | —                        | Bad Bad One        |